# Longrita whaleback
Longrita whaleback là một loài nhện trong họ Trochanteriidae. Loài này phân bố ở West-Australië en Nam Úc.